# Claudius James Rich
Pour les articles homonymes, voir Claudius et Rich.
Claudius James Rich (né le 28 mars 1787 près de Dijon, France - mort le 5 octobre 1821, à Chiraz, Iran) est un voyageur, un archéologue et un anthropologue britannique du début du XIXe siècle, dont l'étude qu'il fait en 1811 du site de Babylone est considérée comme le point de départ des études mésopotaniennes.

## Biographie
Claudius James Rich passe sa jeunesse à Bristol, dans le sud-ouest de l'Angleterre. Il manifeste très tôt un don particulier pour l'étude des langues et devient très vite familier non seulement avec le latin et le grec mais également l'hébreu, le syriaque, le persan, le turc, et quelques autres dialectes orientaux.
En 1804, Rich — âgé d'à peine dix-sept ans — se rend à Constantinople et à Smyrne, dans l'empire ottoman, où il séjourne quelque temps pour se perfectionner en turc.
Parvenu à Alexandrie, il y reste un certain temps comme assistant du consul-général britannique dans cette ville, et se consacre par lui-même à l'étude de la langue arabe et de ses différents dialectes. Il s'intéresse également à la civilisation orientale et devient un expert des manières et usages orientaux. En quittant l'Égypte, il voyage par terre vers le golfe Persique, déguisé en mamelouk, visite Damas où il parvient à pénétrer dans la grande Mosquée des Omeyyades sans être détecté.
A Bombay, qu'il atteint en septembre 1807, il est l'hôte de James Mackintosh, dont il épouse la fille aînée Mary le 22 janvier 1808, avant d'être envoyé, aussitôt après, comme agent de la « British East India company » (la Compagnie anglaise des Indes orientales) à Bagdad.
Là-bas, il entreprend des recherches sur la géographie, l'histoire et les antiquités de la région. Il explore les ruines de Babylone et projette de réaliser un compte rendu géographique et statistique du sultanat de Bagdad. Les résultats de son travail à Babylone sont publiés pour la première fois dans le périodique viennois « Mines de l'Orient », puis en 1815 en Angleterre sous le titre « Narration d'un voyage sur le site de Babylone en 1811 ».
En 1813-14, Rich passe quelque temps en Europe, et, à son retour à Bagdad, décide de se consacrer à l'étude de la géographie de l'Asie mineure. Il collecte beaucoup d'informations au sujet des Yezidis — un groupe religieux qui remonterait au XIIe siècle selon certains, mais qui semble plus ancien — dans les couvents syriens et chaldéens. Pendant cette période, il fait un second séjour à Babylone, et en 1820 entreprend un grand voyage en direction du Kurdistan, du nord de Bagdad vers Sulimania, puis à l'Est vers Sinna, ensuite à l'ouest vers Ninive, et enfin rentre à Bagdad en suivant le Tigre. Le récit de ce voyage, qui contient les premières connaissances précises (d'un point de vue scientifique) concernant la topographie et la géographie de la région, est édité par sa veuve sous le titre « Récit d'un séjour dans le Kurdistan et sur le site de l'antique Ninive » (Londres, 1836).
En 1820 toujours, Rich se rendit à Bassorah, d'où il fait une excursion à Chiraz dans l'actuel Iran, et visite les ruines de Persépolis et les autres sites antiques dans le voisinage. Il meurt du choléra à Chiraz le 5 octobre 1821, à l'âge de trente-quatre ans.
La collection de 390 manuscrits et de monnaies de Claudius James Rich est acquise par le British Museum, à la suite d'un Acte du Parlement en 1825 pour la somme de 7 000 livres.